# Forfora
La forfora è una patologia del cuoio capelluto, macroscopicamente individuabile in forma di scaglie bianche e secche alla base dei capelli.

## Origini e cause
Possibile sintomo di dermatite seborroica, la forfora è — in un modesto quantitativo — considerata fisiologica: il regolare ricambio di cellule epiteliali del cuoio capelluto origina infatti una desquamazione dei primi stati dell'epidermide, ascrivibile all'eliminazione di cellule morte.
Tra le principali cause rientrano:
- Eccessivo ricambio di cellule epiteliali, con approdo nello strato corneo superficiale di cellule non ancora mature
- Eccessiva produzione di sebo
- Agenti patogeni quali malassezia furfur e malassezia globosa (funghi)[3][4]
- Alimentazione ricca di grassi animali[2]
- Stress[2]
- Shampoo eccessivamente aggressivo[5]

## Epidemiologia
Colpisce maggiormente il sesso maschile, generalmente in un'età compresa tra i 12 e i 40 anni. È rara nei bambini e negli anziani. Colpisce il 50% della popolazione adulta.

## Prevenzione
La prevenzione è possibile e dovrebbe essere molto attenta negli individui predisposti.

### Alimentazione
Da evitare:
- Carenza di antiossidanti
- Grassi

Da perseguire:
- Dieta ricca di frutta e verdura

### Igiene
Evitare:
- L'uso di shampoo con tensioattivi aggressivi può far peggiorare il quadro clinico.
- L'eccessiva sudorazione del cuoio capelluto, che può indurre infiammazione locale e accentuare la desquamazione.
- Fenomeni che possono produrre o accentuare l'irritazione del capo.
- L'uso intensivo di prodotti per capelli come gel, schiume, lacche.
- È buona norma non agire con fonti di calore (fon ad elevate temperature) o acqua eccessivamente calda (consigliabile dunque lavare i capelli con acqua tiepida e il resto del corpo alla temperatura desiderata).

## Cura
Si usano lenitivi ed emollienti in base oleosa per facilitare il distacco delle squame, associati a shampoo cheratoregolatori e antinfiammatori. Molto utili in tal senso i prodotti a base di ketoconazolo e climbazolo. In casi importanti si ricorre agli steroidi applicati localmente. Utile un'integrazione a base di acidi grassi polinsaturi.

### Ketoconazolo
Ketoconazolo è un farmaco usato da molti anni nella terapia delle infezioni da funghi, ha rappresentato un vero passo avanti nel trattamento di queste condizioni. 
La sua azione sulla forfora fu scoperta per caso osservando il miglioramento in pazienti che venivano trattati per altre infezioni. Il farmaco inibisce la sintesi di una sostanza indispensabile al fungo per formare la sua parete cellulare, compromettendone così la crescita e la sopravvivenza. 
Applicato localmente in lozione al 2% consente una rapida eliminazione e l'attenuazione dei sintomi, e non viene assorbito in modo significativo. Infatti normalmente il ketoconazolo non comporta problemi di tollerabilità locale né rischi di sensibilizzazione.
Deve essere applicato due volte alla settimana per un periodo di 2-4 settimane, lasciandolo a contatto con i capelli per 5-10 minuti. Successivamente, una applicazione ogni 7-14 giorni sembra in grado prevenire la ricomparsa del problema ma l'applicazione a lungo termine può dar luogo a fenomeni irritativi. 
Si hanno risultati migliori nei maschi che nelle femmine, probabilmente perché il minor numero di capelli dei primi consente un miglior contatto con la cute. Se si sono utilizzati corticosteroidi topici è bene lasciare passare due settimane prima di procedere al trattamento delle stesse aree con ketoconazolo.

### Solfuro di selenio
Il solfuro di selenio (SeS2) riduce la velocità del ciclo di ricambio cellulare dell'epitelio.
L'azione fungicida lo rende efficace, con alcune differenze rispetto a zinco piritione e al ketoconazolo.
Come tutti i prodotti farmaceutici può avere effetti secondari, e può causare reazioni allergiche.
Occorre lavare accuratamente i capelli dopo ogni utilizzo.

### Zinco piritione
Lo zinco piritione, utilizzato due volte alla settimana, riduce la forfora ma anche dopo un trattamento prolungato non si ha una completa risoluzione dei sintomi.
- Zinco piritione e solfuro di selenio non devono essere applicati in caso di abrasioni o lacerazioni della pelle e non devono venire a contatto con gli occhi.

### Zolfo, catrame
Zolfo e catrame hanno un'azione antifungina molto bassa e sono scarsamente efficaci.

### Corticosteroidi
Nella forfora con presenza di irritazione dermatite seborroica possono essere utili i corticosteroidi che hanno un'azione antinfiammatoria. 
Alla sospensione del trattamento il problema si ripresenta rapidamente in una elevata percentuale di casi. 
Il solo controllo dell'infiammazione non risulta quindi importante quanto la soppressione del fungo. Se usati per molto tempo i corticosteroidi possono dare effetti indesiderati.